# Kawanishi (Yamagata)
Pour les articles homonymes, voir Kawanishi (homonymie).
Kawanishi (川西町, Kawanishi-machi) est un bourg du district de Higashiokitama (préfecture de Yamagata), dans le nord de l'île de Honshū, au Japon.

## Géographie

### Situation
Kawanishi est situé dans le sud de la préfecture de Yamagata.

### Démographie
Au 30 juin 2018, la population de Kawanishi était de 15 321 habitants répartis sur une superficie de 166,60 km2.

### Hydrographie
Le fleuve Mogami passe dans le nord-est du bourg.

## Histoire
Le bourg de Kawanishi a été fondé le 1er janvier 1955 par la fusion des villages d'Otsuka, Inukawa, Komatsu et Chugun.

## Honneur
L'astéroïde (37720) Kawanishi est nommé en son honneur.